# Grotte aux Points d’Aiguèze
Die Grotte aux Points d’Aiguèze ([ɡʁɔt o pwɛ̃ d‿eɡɛz]), (deutsch Höhle der Punkte von Aiguèze), häufig auch ohne Ortsnamen als Grotte aux Points und bis Ende 1993 als Grotte Yves (Yves-Höhle) bezeichnet, ist eine horizontale Karsthöhle und archäologische Fundstelle in der Nähe der südfranzösischen Kleinstadt Aiguèze im Département Gard.
Die tief in der Höhle angebrachten jungpaläolithischen Tierdarstellungen, Handflächenabdrücke und Zeichen werden der Frankokantabrischen Höhlenkunst zugerechnet.

## Geographische Lage und Topographie
Die Grotte aux Points befindet sich in den Gorges de l’Ardèche, am rechten Flussufer gegenüber einer markanten, als Rocher de la Cathédrale bezeichneten Felsnadel. Ihr Eingang liegt rund 50 m über dem heutigen Flussniveau oberhalb eines steil ansteigenden Talus. Das 13 m breite und 3 m hohe Portal ist nach Norden gerichtet und durch Bäume verdeckt. In Ufernähe führt der Fernwanderweg GR 4 in Form eines Trampelpfads an der Höhle vorbei.
Der rund 110 m lange Höhlengang ist röhrenförmig ausgebildet – ohne größere Kammern oder Hallen – und erstreckt sich zunächst in Richtung Nord-Süd, bevor er auf etwa halber Länge fast rechtwinklig nach Westen abknickt. Seine Breite variiert zwischen 4 m und 8,5 m, die Deckenhöhe beträgt maximal 6,5 m. Bis auf wenige Stellen besteht zumindest Stehhöhe. In ca. 30 m Tiefe ist der Gang durch eine deckenhohe Mauer mit Gittertür abgeriegelt. In dem dahinterliegenden Teil wurden zwischen Ende des 16. und Mitte des 19. Jahrhunderts etwa 200 m³ der Höhlensedimente abgebaut und wahrscheinlich als Dünger auf Feldern in der Umgebung ausgebracht. Unbrauchbarer Gesteinsschutt verblieb, entlang des Wegs zu Wällen aufgeschüttet, in der Höhle.

## Forschungsgeschichte
Mehrere der 20 heute bekannten Höhlen der Ardèche-Schlucht, die jungpaläolithische Wandverzierungen aufweisen, wurden bereits Ende des 19. Jahrhunderts von Forschern wie Léopold Chiron oder Paul Raymond (1859–1944) auf Spuren urgeschichtlicher Nutzung untersucht. Der früheste Nachweis über Ausgrabungen in der Grotte aux Points stammt dagegen aus dem Jahr 1967, publiziert noch unter ihrem ursprünglichen Namen Grotte Yves. Die jungpaläolithische Parietalkunst im hinteren Teil der Höhle wurde erst am 7. November 1993 erkannt, während einer Prospektion durch die Speläologen Éliette Brunel, Christian Hillaire und Jean-Marie Chauvet. Das Team entdeckte ein Jahr später auch die wenige Kilometer flussaufwärts bei Vallon-Pont-d’Arc gelegene Grotte Chauvet.
Seit 2011 wird die Grotte aux Points im Zuge des Projekts zur Datierung verzierter Höhlen (Projet Datation Grottes Ornées (DGO)) unter der Leitung von Julien Monney und in Zusammenarbeit mit der Eberhard Karls Universität Tübingen wissenschaftlich untersucht.
Mit aufwendigen Verfahren konnte die durch Frostbruch, Konkretionen und den Sedimentabbau stark veränderte Morphologie des prähistorischen Höhlenbodens rekonstruiert werden.
Ausgrabungen in der Dämmerungszone der Höhle erbrachten auf einer Fläche von 8 m² die geringe Anzahl von etwa 500 Steinartefakten. Sie werden aufgrund ihrer typo- und technologischen Eigenschaften überwiegend in das mittlere und späte Gravettien sowie ein kleiner Teil in das Solutréen gestellt.
Die Höhle ist seit 1995 als Monument historique eingestuft.

## Parietalkunst
Die steinzeitliche Malerei bzw. Ornamentik ist in dem als Rotunde bezeichneten breitesten und höchsten Höhlenabschnitt angebracht, der in einer Tiefe von 70 m beginnt und sich über eine Länge von 10 m erstreckt. Die südliche Höhlenwand lässt sich dort in drei grafische Bereiche gliedern: Den Secteur des bouquetins (Sektor der Steinböcke), in dem sich mit schwarzen und roten Strichen ausgeführte Zeichnungen von drei Steinböcken finden und  etwas weiter oben, in gleichem Stil gehalten, ein Pferd und ein Bison erkennbar sind. Ihm schließen sich zwei großformatige, rote, vollflächige Abbildungen an: die sogenannten zweilappigen bzw. zweiflügeligen Zeichen (signes bilobés), die einen Pilz und einen Vogel oder ein geflügeltes Insekt darstellen könnten. Große Teile der letztgenannten Abbildung sind durch Abplatzung verloren. Gleichartige Zeichen sind in der Grotte Chauvet und der Höhle Roc-de-Vézac angebracht. Die größten Wandflächen nehmen die Galerie des Points (Galerie der Punkte ) und die gegenüberliegende Niche aux Point (Nische der Punkte) an der nördlichen Höhlenwand ein. Auf ihnen sind 59 rote Abdrücke von Handflächen in mehreren Wolken gruppiert. Diese Punkte sind zum großen Teil so gut erhalten, dass sich zahlreiche Papillarleisten erkennen lassen. Teilweise überlagern sich die Linien durch mehrfachen Farbauftrag mit geänderter Handstellung. Die 28 Abdrücke, bei denen mittels erhaltener Papillarlinien eine Seitenbestimmung möglich war, wurden mit der rechten Hand angefertigt.